# Chili op de Olympische Spelen

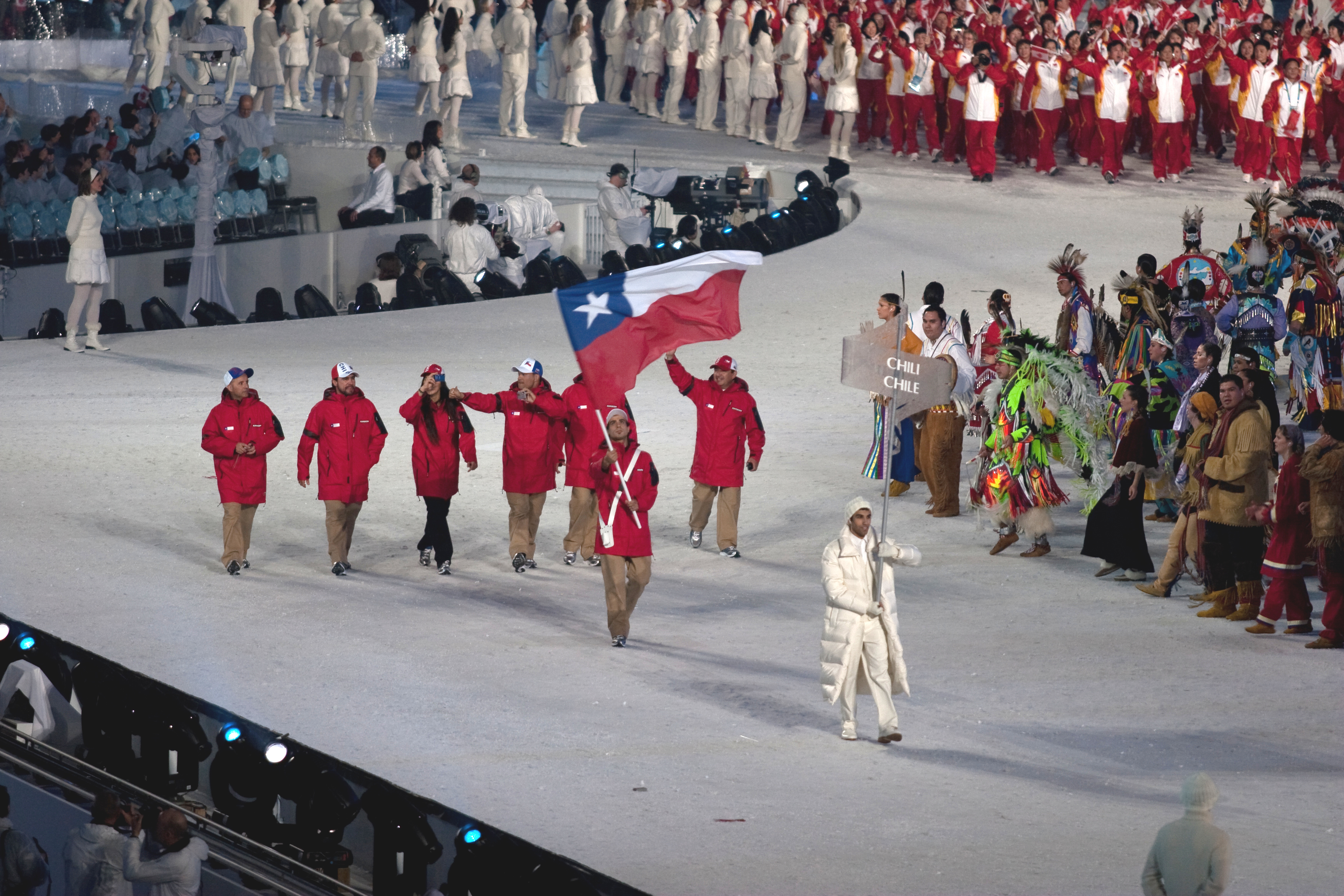
De Chileense ploeg bij de opening van de Olympische Winterspelen 2010

Chili is een van de landen die deelneemt aan de Olympische Spelen. Chili was present op de eerste editie van de Zomerspelen in 1896. Tweeënvijftig jaar later (1948) kwam het voor het eerst uit op de Winterspelen.
In 2024 nam Chili voor de 25e keer deel aan de Zomerspelen, in 2022 voor de achttiende keer aan de Winterspelen. In totaal werden er vijftien medailles (3-8-4) gewonnen, alle op de Zomerspelen. Deze medailles werden in zes sporten behaald. Tennisser Nicolás Massú is de 'succesvolste' deelnemer, hij behaalde tweemaal goud. Tennisser Fernando González behaalde drie medailles, van elke kleur een. Springruiter Óscar Cristi behaalde twee keer zilver. Atlete Marlene Ahrens en Francesca Crovetto zijn de enige Chileense vrouwen die een medaille veroverde.

## Medailles en deelnames

### Overzicht
De tabel geeft een overzicht van de jaren waarin werd deelgenomen, het aantal gewonnen medailles en de eventuele plaats in het medailleklassement.
| Zomerspelen | Zomerspelen | Zomerspelen | Zomerspelen | Zomerspelen | Zomerspelen |        | Winterspelen | Winterspelen | Winterspelen | Winterspelen | Winterspelen | Winterspelen |
| Jaar        | Goud        | Zilver      | Brons       | Totaal      | Rang        | Jaar   | Goud         | Zilver       | Brons        | Totaal       | Rang         |              |
| 1896        | 0           | 0           | 0           | 0           | -           |        |              |              |              |              |              |              |
| 1900        | -           | -           | -           | -           | -           |        |              |              |              |              |              |              |
| 1904        | -           | -           | -           | -           | -           |        |              |              |              |              |              |              |
| 1908        | -           | -           | -           | -           | -           |        |              |              |              |              |              |              |
| 1912        | 0           | 0           | 0           | 0           | -           |        |              |              |              |              |              |              |
| 1920        | 0           | 0           | 0           | 0           | -           |        |              |              |              |              |              |              |
| 1924        | 0           | 0           | 0           | 0           | -           | 1924   | -            | -            | -            | -            | -            |              |
| 1928        | 0           | 1           | 0           | 1           | 30          | 1928   | -            | -            | -            | -            | -            |              |
| 1932        | -           | -           | -           | -           | -           | 1932   | -            | -            | -            | -            | -            |              |
| 1936        | 0           | 0           | 0           | 0           | -           | 1936   | -            | -            | -            | -            | -            |              |
| 1948        | 0           | 0           | 0           | 0           | -           | 1948   | 0            | 0            | 0            | 0            | -            |              |
| 1952        | 0           | 2           | 0           | 2           | 31          | 1952   | 0            | 0            | 0            | 0            | -            |              |
| 1956        | 0           | 2           | 2           | 4           | 27          | 1956   | 0            | 0            | 0            | 0            | -            |              |
| 1960        | 0           | 0           | 0           | 0           | -           | 1960   | 0            | 0            | 0            | 0            | -            |              |
| 1964        | 0           | 0           | 0           | 0           | -           | 1964   | 0            | 0            | 0            | 0            | -            |              |
| 1968        | 0           | 0           | 0           | 0           | -           | 1968   | 0            | 0            | 0            | 0            | -            |              |
| 1972        | 0           | 0           | 0           | 0           | -           | 1972   | -            | -            | -            | -            | -            |              |
| 1976        | 0           | 0           | 0           | 0           | -           | 1976   | 0            | 0            | 0            | 0            | -            |              |
| 1980        | -           | -           | -           | -           | -           | 1980   | -            | -            | -            | -            | -            |              |
| 1984        | 0           | 0           | 0           | 0           | -           | 1984   | 0            | 0            | 0            | 0            | -            |              |
| 1988        | 0           | 1           | 0           | 1           | 36          | 1988   | 0            | 0            | 0            | 0            | -            |              |
| 1992        | 0           | 0           | 0           | 0           | -           | 1992   | 0            | 0            | 0            | 0            | -            |              |
| 1996        | 0           | 0           | 0           | 0           | -           | 1994   | 0            | 0            | 0            | 0            | -            |              |
| 2000        | 0           | 0           | 1           | 1           | 71          | 1998   | 0            | 0            | 0            | 0            | -            |              |
| 2004        | 2           | 0           | 1           | 3           | 39          | 2002   | 0            | 0            | 0            | 0            | -            |              |
| 2008        | 0           | 1           | 0           | 1           | 70          | 2006   | 0            | 0            | 0            | 0            | -            |              |
| 2012        | 0           | 0           | 0           | 0           | -           | 2010   | 0            | 0            | 0            | 0            | -            |              |
| 2016        | 0           | 0           | 0           | 0           | -           | 2014   | 0            | 0            | 0            | 0            | -            |              |
| 2020        | 0           | 0           | 0           | 0           | -           | 2018   | 0            | 0            | 0            | 0            | -            |              |
| 2024        | 1           | 1           | 0           | 2           | 55          | 2022   | 0            | 0            | 0            | 0            | -            |              |
| Totaal      | 3           | 8           | 4           | 15          |             | Totaal | 0            | 0            | 0            | 0            |              |              |
| Tot. Z+W    | 3           | 8           | 4           | 15          |             |        |              |              |              |              |              |              |

### Per deelnemer
| Jaar | Sport        | Olympiër                                      | Onderdeel                | Medaille |
| ---- | ------------ | --------------------------------------------- | ------------------------ | -------- |
| 1928 | Atletiek     | Manuel Plaza                                  | marathon (m)             | Zilver   |
| 1952 | Paardensport | Óscar Cristi                                  | springconcours (m)       | Zilver   |
| 1952 | Paardensport | Óscar Cristi Ricardo Echeverría César Mendoza | springconcours, team (m) | Zilver   |
| 1956 | Atletiek     | Marlene Ahrens                                | speerwerpen (v)          | Zilver   |
| 1956 | Boksen       | Ramón Tapia                                   | middengewicht (m)        | Zilver   |
| 1956 | Boksen       | Claudio Barrientos                            | bantamgewicht (m)        | Brons    |
| 1956 | Boksen       | Carlos Lucas                                  | halfzwaargewicht (m)     | Brons    |
| 1988 | Schietsport  | Alfonso de Iruarrizaga                        | skeet (m)                | Zilver   |
| 2000 | Voetbal      | Olympisch team                                | mannen                   | Brons    |
| 2004 | Tennis       | Nicolás Massú                                 | enkelspel (m)            | Goud     |
| 2004 | Tennis       | Nicolás Massú Fernando González               | dubbelspel (m)           | Goud     |
| 2004 | Tennis       | Fernando González                             | enkelspel (m)            | Brons    |
| 2008 | Tennis       | Fernando González                             | enkelspel (m)            | Zilver   |

Afghanistan · Albanië · Algerije · Amerikaans-Samoa · Amerikaanse Maagdeneilanden · Andorra · Angola · Antigua en Barbuda · Argentinië · Armenië · Aruba · Australië · Azerbeidzjan · Bahama's · Bahrein · Bangladesh · Barbados · België · Belize · Benin · Bermuda · Bhutan · Bolivia · Bosnië en Herzegovina · Botswana · Brazilië · Britse Maagdeneilanden · Brunei · Bulgarije · Burkina Faso · Burundi · Cambodja · Canada · Centraal-Afrikaanse Republiek · Chili · China · Chinees Taipei · Colombia · Comoren · Congo-Brazzaville · Congo-Kinshasa · Cookeilanden · Costa Rica · Cuba · Cyprus · Denemarken · Djibouti · Dominica · Dominicaanse Republiek · Duitsland · Ecuador · Egypte · El Salvador · Equatoriaal-Guinea · Eritrea · Estland · Ethiopië · Fiji · Filipijnen · Finland · Frankrijk · Gabon · Gambia · Georgië · Ghana · Grenada · Griekenland · Groot-Brittannië · Guam · Guatemala · Guinee · Guinee-Bissau · Guyana · Haïti · Honduras · Hongarije · Hongkong · Ierland · IJsland · India · Indonesië · Irak · Iran · Israël · Italië · Ivoorkust · Jamaica · Japan · Jemen · Jordanië · Kaaimaneilanden · Kaapverdië · Kameroen · Kazachstan · Kenia · Kirgizië · Kiribati · Koeweit · Kosovo · Kroatië · Laos · Lesotho · Letland · Libanon · Liberia · Libië · Liechtenstein · Litouwen · Luxemburg · Madagaskar · Malawi · Malediven · Maleisië · Mali · Malta · Marokko · Marshalleilanden · Mauritanië · Mauritius · Mexico · Micronesië · Moldavië · Monaco · Mongolië · Montenegro · Mozambique · Myanmar · Namibië · Nauru · Nederland · Nepal · Nicaragua · Nieuw-Zeeland · Niger · Nigeria · Noord-Korea · Noord-Macedonië · Noorwegen · Oeganda · Oekraïne · Oezbekistan · Oman · Oost-Timor · Oostenrijk · Pakistan · Palau · Palestina · Panama · Papoea-Nieuw-Guinea · Paraguay · Peru · Polen · Portugal · Puerto Rico · Qatar · Roemenië · Rusland · Rwanda · Saint Kitts en Nevis · Saint Lucia · Saint Vincent en de Grenadines · Salomonseilanden · Samoa · San Marino · Saoedi-Arabië · Sao Tomé en Principe · Senegal · Servië · Seychellen · Sierra Leone · Singapore · Slovenië · Slowakije · Somalië · Spanje · Sri Lanka · Soedan · Suriname · Swaziland · Syrië · Tadzjikistan · Tanzania · Thailand · Togo · Tonga · Trinidad en Tobago · Tsjaad · Tsjechië · Tunesië · Turkije · Turkmenistan · Tuvalu · Uruguay · Vanuatu · Venezuela · Verenigde Arabische Emiraten · Verenigde Staten · Vietnam · Wit-Rusland · Zambia · Zimbabwe · Zuid-Afrika · Zuid-Korea · Zuid-Soedan · Zweden · Zwitserland
Historische landen: Bohemen · Bondsrepubliek Duitsland · Brits-Indië · Duitse Democratische Republiek · Joegoslavië · Malaya · Nederlandse Antillen · Noord-Borneo · Noord-Jemen · Saarland · Servië en Montenegro · Sovjet-Unie · Tsjecho-Slowakije · West-Indische Federatie · Zuid-Jemen
Bijzondere deelnames: Onafhankelijke olympische atleten · Vluchtelingenteam 
 Australazië · Duits Eenheidsteam · Gemengd team · Gezamenlijk Team